# Беннигсен, Леонтий Леонтьевич
Барон, граф (1813) Лео́нтий Лео́нтьевич Бе́ннигсен (Ле́вин А́вгуст Го́тлиб Теофи́ль фон Бе́ннигсен, нем. Levin August Gottlieb Theophil von Bennigsen; 10 февраля 1745, Брауншвейг — 3 октября 1826, Бантельн) — русский военный деятель, генерал от кавалерии, участник Семилетней, екатерининских и наполеоновских войн. Фигурант заговора против императора Павла I, завершившегося убийством последнего в 1801 году.

## Биография
Родом из древней баронской фамилии из Курфюршества Ганновер; сын барона Левина Фридриха Беннигсена (1700—1762), службу начал 14-летним мальчиком в ганноверской пехоте, участвовал в Семилетней войне.
В 1773 году перешёл из подполковников ганноверской армии на службу в Россию, которая в то время вела войну с Турцией. Принят с чином премьер-майора в Вятский мушкетёрский полк. В 1774 году сражался против турок, состоя в армии Румянцева, а в 1787 году произведён в чин полковника и назначен командиром Изюмского легкоконного полка, с которым участвовал в кампаниях 1789 и 1790 годов и отличился при штурме Очакова и при взятии Бендер.
Масон, посещал ложи в Ганновере и Гамбурге. В 1775 году стал членом-основателем московской ложи «Чистосердечия».
В 1792 году, во время действий против польских конфедератов, командовал особым летучим отрядом, участвовал в битве под Миром, а затем вместе с генералом Ферзеном взял замок Несвиж; был в делах под Зельвой, Волковыском и при поражении главных сил конфедератов под Брестом. В 1794 году разбил поляков под Липнишками, Вишневом и Солами (за что награждён чином генерал-майора), а затем, переправившись вплавь через Неман, произвёл неожиданное нападение на неприятеля, стоявшего у Олиты, и нанёс ему поражение. В боях, происходивших под Вильно, взял 7 пушек, за что награждён орденом Св. Георгия 3-го класса. По окончании войны получил крупные имения, 1080 душ, в Слуцком уезде Минской губернии.
В 1796 году участвовал в войне с Персией и оказал особенные отличия при взятии Дербента.
14 февраля 1798 года произведён в генерал-лейтенанты, но из-за связей с братьями Зубовыми попал в опалу, и уже 30 сентября 1798 года вышел в отставку.
Был одним из активных участников заговора 11 марта 1801 года, приведшего к убийству императора Павла I, проник с убийцами в его спальню (о чём свидетельствуют его записки), но в трагический момент, с его слов, находился уже не в ней. 15 марта Беннигсен вновь принят на службу, 11 июля назначен Литовским генерал-губернатором. 11 июня 1802 года произведён в генералы от кавалерии.
В 1805 году начальствовал одной из русских армий, отправленных на помощь Австрии против Наполеона, но принять участие в военных действиях не успел. В кампанию 1806 года, за битву при Пултуске получил орден Святого Георгия 2 степени. 1 января 1807 года назначен главнокомандующим вместо графа Каменского. Сражался в битве при Бергфриде. 26—27 января в кровопролитном сражении при Прейсиш-Эйлау сдержал напор французской армии, предводимой самим Наполеоном, награждён орденом Св. апостола Андрея Первозванного и 12 тысячами рублей ежегодной пенсии. Весною того же года разбил маршала Нея у Гуттштадта, затем дал отпор Наполеону у Гейльсберга, но летом был разбит под Фридландом.
После поражения 26 июня 1807 года заменён на посту главнокомандующего графом Буксгевденом. В обществе и армии всю вину за поражения возложили на Беннигсена. В условиях патриотического подъёма против него работало и то обстоятельство, что он не говорил по-русски. Был вынужден покинуть армию и уехать к себе в имение.
Вернулся на службу 27 апреля 1812 года с назначением состоять при императоре Александре I без определённых поручений, сопровождал его в Вильну.
12 июня 1812 года, в день, когда наполеоновские войска начали переходить Неман, в своём загородном дворце в Закрете Беннигсен давал бал, на котором присутствовал Александр I. В начале Отечественной войны 1812 года был оставлен без определённой должности при Главной квартире 1-й Западной армии, причём командующим 1-й и 2-й Западными армиями генералам Барклаю-де-Толли и Багратиону было «рекомендовано» во всём с ним советоваться.
Был одним из руководителей оппозиции Барклаю-де-Толли, критикуя практически все его приказы. В середине августа 1812 года Барклаю удалось всё-таки удалить Беннигсена из армии. Но в Торжке Беннигсен встретил назначенного главнокомандующим Кутузова, который объявил о назначении его начальником Главного штаба армии.
Участвовал в Бородинском сражении. Как начальник Главного штаба, составил диспозицию (план сражения) для русской армии. По мнению некоторых историков, эта диспозиция была в целом неудачной и привела к огромным потерям русский армии в ходе сражения. Накануне сражения направился на левый фланг в корпус Тучкова и отдал распоряжение немедленно выступить из Утицкого леса вперёд на открытое место и занять позиции левее армии Багратиона. В результате, корпус Тучкова и Московское ополчение понесли напрасные потери. Скрытый контрудар во фланг и тыл французской армии был сорван. Тем не менее, награждён за Бородинское сражение орденом Св. Владимира 1-й степени.
После Бородино на военном совете в Филях отстаивал необходимость дать Наполеону новое генеральное сражение у стен Москвы, для боя он выбрал позицию между Филями и Воробьёвыми горами с двумя высотами Поклонной горы в центре, укрепив её глубоким эскарпом (ныне Минская улица), но не получил поддержки Кутузова. Фактически возглавил в армии оппозицию Кутузову, тем более что тот фактически отстранил его от руководства штабом.
Руководил боем при Тарутине, был ранен. Несогласованность на поле боя вызвала обострение давнего конфликта Кутузова и Беннигсена, который обвинил Кутузова в неправильном командовании, в ряде случаев даже отдавал приказы через голову главнокомандующего. 30 октября Кутузов писал жене: «Беннигсена почти к себе не пускаю и скоро отправлю».
15 ноября, с официальной версией расстроенного здоровья, Беннигсен, награждённый за Тарутино алмазными знаками к ордену Св. Андрея Первозванного и 100 тысячами рублей, был отправлен в Калугу ждать нового назначения. Остаток войны провёл в Луге.
В 1813 году назначен главнокомандующим резервной армией, формируемой в Польше. В конце сентября 1813 года Польская армия пришла в Богемию на усиление русских войск, действовавших против Наполеона.
3 октября Беннигсен, следуя на соединение с Главной армией к Лейпцигу, разбил маршала Сен-Сира при Доне, около Дрездена; 6 и 7 октября принимал участие в битве под Лейпцигом. После этого он войсками своей армии постепенно обложил Торгау, Виттенберг, Магдебург и Гамбург (см. Война шестой коалиции (осада крепостей в 1813 году).
Именным высочайшим указом от 29 декабря 1813 (10 января 1814) года генерал от кавалерии, барон Левин-Август-Готлиб Беннигсен возведён, с нисходящим его потомством, в графское Российской империи достоинство. По заключении Парижского мира награждён орденом Св. Георгия 1-й степени.
По возвращении в Россию назначен главнокомандующим 2-й армией, расквартированной в Юго-Западном крае со штаб-квартирой в Тульчине. За время его командования армией сильно упала дисциплина, в интендантской части стали правилом крупные злоупотребления. Положение Беннигсена осложнилось и крайне негативным отзывом о нём императорского флигель-адъютанта Киселёва, направленного для ревизии дел во 2-й армии. После этого 3 мая 1818 года Александр I «согласился на увольнение» Беннигсена, и тот получил разрешение выехать в Ганновер. Последние годы провёл в своём ганноверском имении Бантельн, сильно болел и к концу жизни ослеп.
- 1759 год — поступил на службу в ганноверскую армию в чине прапорщика. Участвовал в Семилетней войне.
- 1760 год — произведён в поручики.
- 1763 год — произведён в капитаны.
- 1773 год — произведён в подполковники.
- 31 декабря 1773 года — принят в российскую службу премьер-майором, с определением в Вятский мушкетёрский полк.
- 1774 год — переведён в Нарвский мушкетёрский полк. Участвовал в русско-турецкой войне.
- 1778 год — произведён в подполковники и определён в Киевский легкоконный полк.
- 1787 год — произведён в полковники и назначен командиром Изюмского легкоконного полка.
- 1787—1791 годы — участвовал в русско-турецкой войне.
- 1788 год — отличился при штурме Очакова.
- 13 сентября 1789 года — отличился в битве под Каушанами.
- 3 ноября 1789 года — отличился при взятии Бендер.
- 1790 год — произведён в бригадиры и определён состоять при главнокомандующем Г. А. Потёмкине.
- 1792—1794 годы — командовал летучим отрядом в русско-польских войнах 1792 и 1794 годов.
- 27 мая 1794 года — одержал победу под Липнишками.
- 26 июня 1794 года — одержал победу под Солами.
- 28 июня 1794 года — произведён в генерал-майоры.
- 8—9 августа 1794 года — в деле под Вильно овладел батареей из 7 орудий.
- 15 сентября 1794 года — награждён орденом Св. Георгия 3-й степени за штурм Вильны 8—9 августа 1794 года.
- 1795 год — командовал бригадой (Изюмский легкоконный полк, батальон Ревельского пехотного полка, 6 орудий) в Василькове.
- 1796 год — участвовал в Персидском походе.
- 3 декабря 1796 — 30 сентября 1798 года — шеф Ростовского драгунского полка.
- 14 февраля 1798 года — произведён в генерал-лейтенанты.
- 30 сентября 1798 года — уволен в отставку.
- 11 марта 1801 года — участвовал в дворцовом перевороте, в результате которого император Павел I был убит (сам он своё непосредственное участие в убийстве императора отрицал).
- 15 марта 1801 года — принят в службу с прежним чином.
- 11 июля 1801 года — назначен Литовским генерал-губернатором и начальником Литовской артиллерийской инспекции (до 20 сентября 1806 года).
- 11 июня 1802 года — произведён в генералы от кавалерии со старшинством от 23 ноября 1799 года.
- 1805 год — командовал армией, направленной в Австрию для действий против французов, но не успел принять участия в боевых действиях.
- 14 декабря 1806 года — командовал русской армией в сражении при Пултуске, за которое награждён орденом Св. Георгия 2-й степени.
- 1 января 1807 года — официально назначен главнокомандующим действующей армией.
- 26—27 января 1807 года — успешно командовал армией в сражении при Прейсиш-Эйлау.
- 23—28 мая 1807 года — успешно командовал армией в сражении при Гуттштадте.
- 29 мая 1807 года — успешно командовал армией в сражении при Гейльсберге.
- 2 июня 1807 года — командовал армией в сражении под Фридландом, потерпел разгром.
- 27 июня 1807 года — уволен «по причине болезни» после поражения.
- 27 апреля 1812 года — вернулся на службу и был назначен состоять при особе императора Александра I.
- август — ноябрь 1812 года — начальник Главного штаба в армии Кутузова.
- 26 августа 1812 года — участвовал в Бородинском сражении.
- 6 октября 1812 года — в Тарутинском сражении командовал находившимися в бою войсками и был ранен в ногу.
- 15 ноября 1812 года — из-за разногласий с Кутузовым удалён из армии и некоторое время оставался не у дел.
- 1813 год — формирует резервную Польскую армию, которую в сентябре привёл в Богемию.
- 3 октября 1813 года — разбил под городом Дон, около Дрездена, корпус маршала Сен-Сира.
- 6—7 октября 1813 года — участвовал в сражении под Лейпцигом.
- ноябрь 1813 — май 1814 годов — начальствовал над войсками, осаждавшими Гамбург.
- 29 декабря 1813 года — за отличие возведён в графское достоинство.
- 22 июля 1814 года — награждён орденом Св. Георгия 1-й степени «за успешные действия против французов в войну 1814 года».
- 28 октября 1814 года — назначен главнокомандующим 2-й армией.
- 3 мая 1818 года — Высочайшим приказом уволен от командования 2-й армией в отставку по прошению и возвратился в Ганновер.

## Семья
Леонтий Беннигсен имел 8 детей от четырёх браков.
1. жена — Фредерика фон-Штейнберг[11] (ум. 1773)
2. жена — Элизабет Мейер (Мюллер)[11] (ум. 1776). Их сын:
  - Адам Леонтьевич[12] (1776—1816), генерал-майор.
3. жена — Амалии фон-Швихельт (ум. 1789)
4. жена — Мария-Леонарда (или Екатерина) Фадеевна Буттовт-Андржейкович[13] (1775—1858), дочь дворянина Гродненской губернии Фадея Романовича Андржейковича; сестра действительного статского советника М. Ф. Андржейковича, гражданского губернатора Гродно, затем Волыни, и генерала И. Ф. Андржейковича[14]. По отзыву современников, графиня Беннигсен была дамой высокомерной и «задавала себе ужасный тон»[15]. Она продвигала своего мужа на все любостяжательные действия и многие получали её протекцию беспрерывными подарками[16]. За заслуги мужа 30 августа 1814 года была пожалована в кавалерственные дамы ордена Св. Екатерины (малого креста). Овдовев, отдала рукопись записок мужа императору Николаю I, обещавшему ей за это пенсию в 12 000 талеров, но выплачивали ей всего 4 000 руб. Умерла в Бантельне. Её сын:
  - Александр Леонтьевич (1809—1893)

## Награды
- Орден Святого апостола Андрея Первозванного — за сражение при Прейсиш-Эйлау (1807);
- Алмазные знаки к Ордену Святого апостола Андрея Первозванного — за бой под Тарутино (1812);
- Орден Святого Георгия 1-го кл. (22.06.1814, № 16) — «За успешные действия против французов в войну 1814 года»;
- Орден Святого Георгия 2-го кл. (27.12.1806, № 35) — «За поражение французов в сражении при Пултуске 14-го декабря 1806 года»;
- Орден Святого Георгия 3-го кл. (15.09.1794, № 109) — «Во уважение на усердную службу и отличное мужество, оказанное при овладении укреплениями и самым городом Вильной» (русско-польская война (1794));
- Орден Святого Владимира 1-й ст. — за Бородинское сражение (1812);
- Орден Святого Владимира 2-й ст. — за русско-польскую войну (1794);
- Орден Святого Владимира 3-й ст. — за русско-польскую войну (1792);
- Орден Святого Александра Невского (15.05.1798);
- Орден Святой Анны — за отличие при штурме Дербента (3.06.1796);
- Золотая шпага «За храбрость» с алмазами — за русско-польскую войну (1794);
- Прусский Орден Чёрного орла;
- Ганноверский Королевский Гвельфский орден, большой крест (1818);
- Датский Орден Слона (20.12.1814(01.01.1815));
- Французский Орден Почётного легиона, большой крест (15(27).02.1815);
- Шведский Орден Меча 1-й ст. (11(23).10.1814);
- Австрийский Военный орден Марии Терезии 2-й ст. (1813);

## Память
- Барельеф генерала Л. Л. Бенигсена, как главнокомандующего в битве при Прейсиш-Эйлау, присутствует на «Памятнике трём генералам», установленном близ города Прейсиш-Эйлау в Восточной Пруссии в 1850-х годах по инициативе короля Фридриха Вильгельма IV в честь прусских и русских войск.

- В 2012 году Центральным банком Российской Федерации была выпущена монета (достоинство 2 рубля, сталь с никелевым гальваническим покрытием) из серии «Полководцы и герои Отечественной войны 1812 года» с изображением на реверсе портрета генерала от кавалерии Л. Л. Беннигсена[17].

## Образ в культуре
Беннигсен стал персонажем романа Марка Алданова «Заговор». Он появляется в ряде фильмов:
- «Кутузов» (1943) — актёр Владимир Готовцев
- «Война и мир» (СССР, 1967) — актёр Хербертс Зоммерс
- «Агент национальной безопасности-3» (серия «Падишах») (2001) — актёр Сергей Брагинец
- «Адъютанты любви» (2005—2006) — актёр Владимир Малков